# Anairetes parulus
El cachudito piquinegro (Anairetes parulus), conocido comúnmente como cachudito, cachudito común o torito (en Chile), cachudito pico negro (en Argentina), torito copetón (en Perú), cachudito torito (en Ecuador) o cachudito paramuno (en Colombia), es una especie de ave paseriforme, de la familia Tyrannidae perteneciente al género Anairetes. Es nativo de regiones andinas y patagónicas del oeste y sur de América del Sur.

## Distribución y hábitat
Se distribuye a lo largo de la cordillera de los Andes desde el suroeste de Colombia, a través de Perú, oeste de Bolivia, noroeste y oeste de Argentina, y desde el centro norte de Chile hacia el sur, por toda la Patagonia argentina y chilena hasta Tierra del Fuego.
Esta especie es considerada bastante común en una variedad de hábitats naturales: los bordes de bosques bajos y abiertos de alta montaña, zonas arbustivas densas, estepas patagónicas y quebradas. Hacia el norte principalmente entre 2500 y 3500 m de altitud (hasta el límite del bosque en fragmentos de Polylepis) y hasta el nivel del mar en las estepas patagónicas. También se lo puede ver en parques y asentamientos humanos.

## Descripción
Mide 11 cm de longitud. Su pico es negro, fino y corto. El iris blanco. La cabeza negra con estriado blanco en la frente, lados de la cara y auriculares. Posee un mechón erecto de plumas negras en la corona. Las alas son negruzcas, con bordes blancos en las secundarias exteriores y las partes inferiores de su cuerpo son de color amarillo pálido con fino estriado longitudinal negro, especialmente en la garganta y el pecho.

## Comportamiento y ecología
De movimientos rápidos y ágiles, se le puede observar entre los árboles o matorrales en busca de insectos. Se le encuentra solitario, en pareja o en pequeñas bandadas. 
Nidifica ente octubre y diciembre. Su nido es de tipo taza, hecho de líquenes, ramas y hebras de pasto, está cuidadosamente trabajado y revestido interiormente de plumas, situado en árboles a 1,5 o 2 m del suelo. Pone tres huevos crema amarillentos de 15x12 mm. A medida que el polluelo crece va agrandando la cavidad de su nido.

## Sistemática

### Descripción original
La especie A. parulus fue descrita por primera vez por el naturalista alemán Friedrich Heinrich von Kittlitz en 1830 bajo el nombre científico Muscicapa parula; su localidad tipo es: «Concepción y Valparaiso, Chile».

### Etimología
El nombre genérico masculino «Anairetes» deriva del griego «αναιρετης anairetēs» que significa ‘destructor’ (p. ej. tirano); y el nombre de la especie «parulus» es un diminutivo del latín «parus» que significa ‘pequeño pájaro’, tal vez los carboneros o herrerillos del Viejo Mundo.

### Taxonomía
Anteriormente fue colocado en un género Spizitornis porque se pensaba que Anairetes estaba pre-ocupado. Los análisis moleculares indican que la presente especie es hermana de Anairetes fernandezianus y que el par formado por ambas es hermano de A. flavirostris. La forma descrita A. p. lippus Wetmore, 1923 es considerada un sinónimo de la subespecie nominal.

### Subespecies
Según las clasificaciones del Congreso Ornitológico Internacional (IOC) y Clements Checklist/eBird se reconocen tres subespecies, que según algunos autores se diferencian pobremente, con su correspondiente distribución geográfica:
- Anairetes parulus aequatorialis Berlepsch & Taczanowski, 1884 – Andes desde el sur de Colombia (Cauca) al sur hasta el oeste de Bolivia y noroeste de Argentina (al sur hasta Salta y Jujuy).
- Anairetes parulus parulus (Kittlitz, 1830) – oeste de Chile (desde Atacama) y suroeste de Argentina (desde el oeste de Neuquén) al sur hasta Tierra del Fuego.
- Anairetes parulus patagonicus (Hellmayr, 1920) – centro y centro sur de Argentina (desde el sur de Mendoza hasta el norte de Santa Cruz).